# ایوان آنیکیف
ایوان نیکلایویچ آنیکیف (به روسی: Иван Николаевич Аникеев) فضانورد اهل اتحاد شوروی است که در ۱۲ فوریهٔ ۱۹۳۳ میلادی در زاده شد.